# Britská krátkosrstá kočka
Britská krátkosrstá kočka je plemeno kočky domácí, vyšlechtěné kolem roku 1900 ve Velké Británii. Byla vyšlechtěna křížením perských koček a domácích krátkosrstých koček s mohutnou stavbou těla. Nejprve byla chována pouze v modré variantě, později se objevily další barevné varianty a v současnosti se chová ve všech možných barevných variantách. Britská krátkosrstá kočka je jedním z nejoblíbenějších plemen čistokrevných koček zejména pro svou přítulnou povahu, hebkou srst a pěknou tělesnou stavbu, která je mnohdy velice objemná, váha této kočky se běžně pohybuje mezi 4 až 9 kg.

## Charakter
Britské krátkosrsté kočky mají milou přítulnou, vyrovnanou a hodnou povahu, v mládí jsou velmi hravé a v dospělosti jsou klidné. Snášejí se s ostatními domácími zvířaty a dovedou se zabavit i samy, i když dobu čekání na svého pána si převážně krátí spánkem nebo pozorováním vody v koupelně. Britské krátkosrsté kočky jsou vhodné pro chovatele s dětmi a pro chovatele, kteří chtějí mít pokojného domácího mazlíčka.[zdroj?]

## Popis
Britská modrá krátkosrstá kočka je středně velká až velká. Má krátkou hustou srst s bohatou podsadou. Hlava je velká, kulatá s masivní lebkou, nos je krátký, široký a rovný. Uši jsou malé, mírně zakulacené a široce posazené. Oči jsou velké a kulaté a mají žlutou až měděnou barvu (u barevných variant jsou povolené i modré a zelené oči).

## Zbarvení srsti

### Černá britská krátkosrstá
Černá britská krátkosrstá kočka má stejnou černou barvu, bez barevných variet. Bílé chloupky po těle jsou nežádoucí. Malá koťata mohou být lehce zrzavá, toto zbarvení přibližně v půl roce mizí. Pokud se černé britky sluní na slunci, může jejich srst získat hnědavé, nežádoucí zbarvení. Oči jsou jiskřivé oranžové nebo měděné. Hlava je kulatá, široká s krátkým nosem, černý čenich. Uši se zaokrouhlenou špičkou. Tělo je stejné jako u ostatních britek, polštářky tlapek černé. Povaha: milá a přítulná společnice.

### Bílá britská krátkosrstá
Srst: krátká, hustá, bílá, bez odstínů žluté a našedlé. Oči: velké, kulaté, oranžové. Každé oko může mít různou sytost barvy. Uši zakulacené. Hlava: kulatá, široká, rovný nos, čenich má růžovou barvu. Tělo je silné, robustní, polštářky tlapek mají růžovou barvu. Povaha: vypadá perfektně a stejně tak vystupuje. Variety: s modrýma očima, s oranžovýma očima, s nestejně zbarvenýma očima.

### Krémová britská krátkosrstá
Srst: krátká, hustá podsada, jemná na dotek. Zbarvení jednobarevné, krémové, bez bílých znaků. Oči: velké, kulaté, měděné, oranžové, zlaté. Oříšková barva je vada, oproti minulosti, kdy byla povolena. Hlava: kulatá, široká, růžový čenich. Uši jsou zakulacené. Tělo: silné, podsadité. Tlapky mají růžovou barvu. Povaha: přítulná a velmi milá. Variety: žádné.

### Modrá britská krátkosrstá
Srst: krátká, hustá podsada. Barva světle až středně modrá. Mramorování je nežádoucí. Tygrování se může objevit u malých koťat, ale za pár měsíců zmizí. Oči: velké, kulaté, měděné nebo oranžové. Hlava: kulatá, modrý čenich, uši zakulacené. Tělo: podsadité, tlapky jsou modré barvy. Povaha: milá, přítulná, vyrovnaná, ale zároveň rozmazlená princezna a někdy i uličník. Má zvláštní zvukové projevy. Není tak hlučná, jako siamky, ale její zvuková konverzace je velmi výřečná. Její hluboké, hrdelní mňau zní v mnoha tónech. Variety: někdy je kartouzská kočka považována za varietu britských krátkosrstých[zdroj⁠?!], jindy za samostatné plemeno. Tyto kočky byly vyšlechtěny v klášteře Chartrese ve Francii. Jsou silnější a větší než modré britky, mají protáhlejší obličeje a šedivější barvu srsti. Jsou si na první pohled velmi podobné.

### Modrokrémová britská krátkosrstá
Srst: krátká, hustá, bez známek tygrování. Světle modrá a krémová nesmí tvořit žádné skvrny. Optimální je velmi světlé zbarvení. Světlé chloupky jsou jemnější na dotek, než modré. Oči: velké, kulaté, měděné, oranžové nebo zlaté. Hlava: kulatá, modrý čenich, uši zakulacené. Tělo: podsadité, tlapky růžové, modré nebo směs obou barev. Povaha: velmi živá, zvědavá. Variety: nejsou žádné.

### Mramorovaná britská krátkosrstá
Srst: mramorování má jasně černou barvu. Srst je krátká, jako plyšová. Jasně je vidět kresba srsti. Na nohou má jakoby náramky. Oči: velké, kulaté, měděné až zlaté. Od koutku vnějšího oka se táhne dobře viditelný pruh. Hlava: kulatá, široká, čenich má jasně červenou barvu. Uši zakulacené. Tělo: stejně jako ostatní britky, podsadité. Barva tlapek červená. Povaha: přátelská, přítulná. Variety: první varieta má na boku kresbu, která vypadá jako obláčky. Druhý typ má kresbu podobnou spirálám. Je to klasický typ. Má na hřbetě tři pruhy , na hrudi náhrdelník, na čele kresbu do M. Obě strany těla mají mít stejnou kresbu. Další varieta je stříbřitá černě mramorovaná britská krátkosrstá kočka s klasickou kresbou.

### Želvovinová britská krátkosrstá
Srst: krátká a hustá a černé, červené, krémové skvrny by měly být stejnoměrně rozdělené po celém těle. Pokud mají na hlavě tzv. plamínek (lysinku), jedná se o zvlášť ceněné jedince. Oči: velké, kulaté, oranžové nebo měděné. Hlava: kulatá, čenich je černé barvy. Tělo: podsadité, silné, tlapky růžové, černé nebo černorůžově skvrnité. Povaha: bystrá a okouzlující. Variety: želvovinová s bílou barvou (podobná želvovinové a navíc má bílé barvy) nebo modřeželvovinová s bílou (má místo černé barvy barvu modrou a krémovou).

### Dvoubarevná britská
Srst: krátká, hustá s pravidelnými plochami. Barevné skvrny mají být i po tvářích a nejlepší je i lysinka na obličeji, neboli tzv. véčko. Oči: velké, kulaté, měděné nebo oranžové. Zelené jsou považovány za vadu. Hlava: kulatá, čenich růžový nebo odpovídající barva skvrnám po těle. Uši jsou zakulacené. Tělo: svalnaté, silné nohy, podsadité. Tlapky mají růžovou barvu nebo barvu obdobnou jako skvrny. Povaha: přítulná. Varianty: I. černobílá, II. modrobílá, III. červenobílá, IV. krémovobílá, lilovobílá, čokoládovobílá, modrokrémovobílá, lilověkrémovobílá, černěkrémovobílá, čokoládověkrémovobílá. Varianty s bílou: britské krátkosrsté kočky se vyskytují i mnoha barevných formách s bílou barvou. Bicolor: bílá pokrývá 1/4 až 1/2 těla, harlekýn: bílá pokrývá více než 1/2 těla, van: bílá pokrývá celé tělo s výjimkou ocasu a skvrn na hlavě.

### Kouřová britská krátkosrstá
Srst: krátká, hustá, spodek srsti má světlou až stříbrnou barvu, horní část je černá. Oči. velké, kulaté, měděné, zlaté, oranžové. Hlava: kulatá, černý čenich. Uši zakulacené. Tělo: podsadité. Tlapky mají černé polštářky. Povaha: přítulná, milá. Variety jsou dvě: kouřová britská krátkosrstá v barvách černé a modré.

### Britská krátkosrstá kočka činčila
Srst: krátká, hustá, bílá, na bocích, hlavě, ocásku a na uších má tmavé zabarvení. Barva podsady by měla být co nejbělejší. Barva zabarvení může být jako obvykle u britských koček i hnědá. Oči: kulaté, velké, barva očí zelená, černě orámované. Podstatný rozdíl oproti ostatním britským kočkám. Hlava: kulatá, široká, růžový čenich, uši zakulacené. Tělo: statné, tlapky růžové nebo v barvě zabarvení pesíků. Povaha: spokojená, vyrovnaná. Variety: různé zbarvení konečků srsti.

### Varianty s bílou
Britské krátkosrsté kočky se vyskytují i mnoha barevných formách s bílou barvou:
- bicolor: bílá pokrývá 1/4 až 1/2 těla,
- harlekýn: bílá pokrývá více než 1/2 těla,
- van: bílá pokrývá celé tělo s výjimkou ocasu a skvrn na hlavě

### Varianty s kresbou
U britských krátkosrstých koček všech barev se vyskytují následující kresby:
- mramorovaná
- tečkovaná
- tygrovaná

Nejnověji se chovají i britské krátkosrsté kočky s odznaky, tzv. colourpoint.

## Galerie

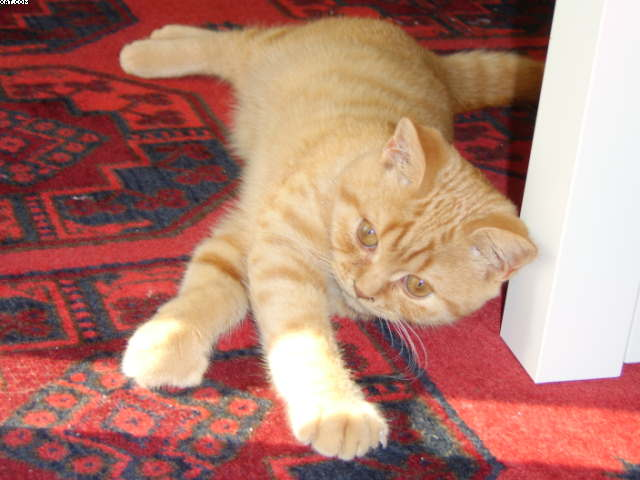
Britská krátkosrstá, červená s kresbou
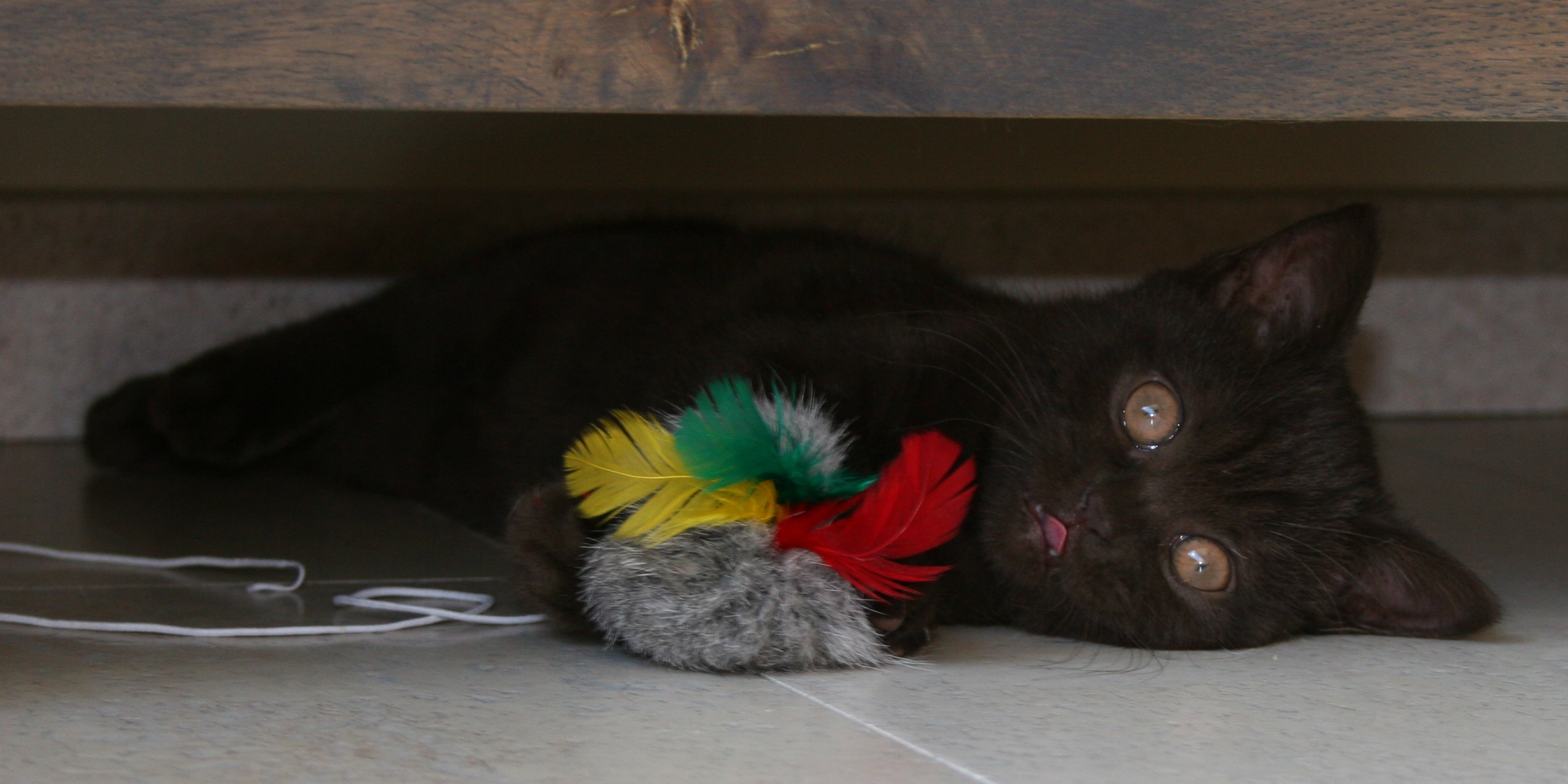
kotě čokoládové britské krátkosrsté
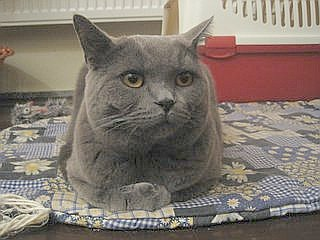
Lester z Žitného ostrova, britská modrá
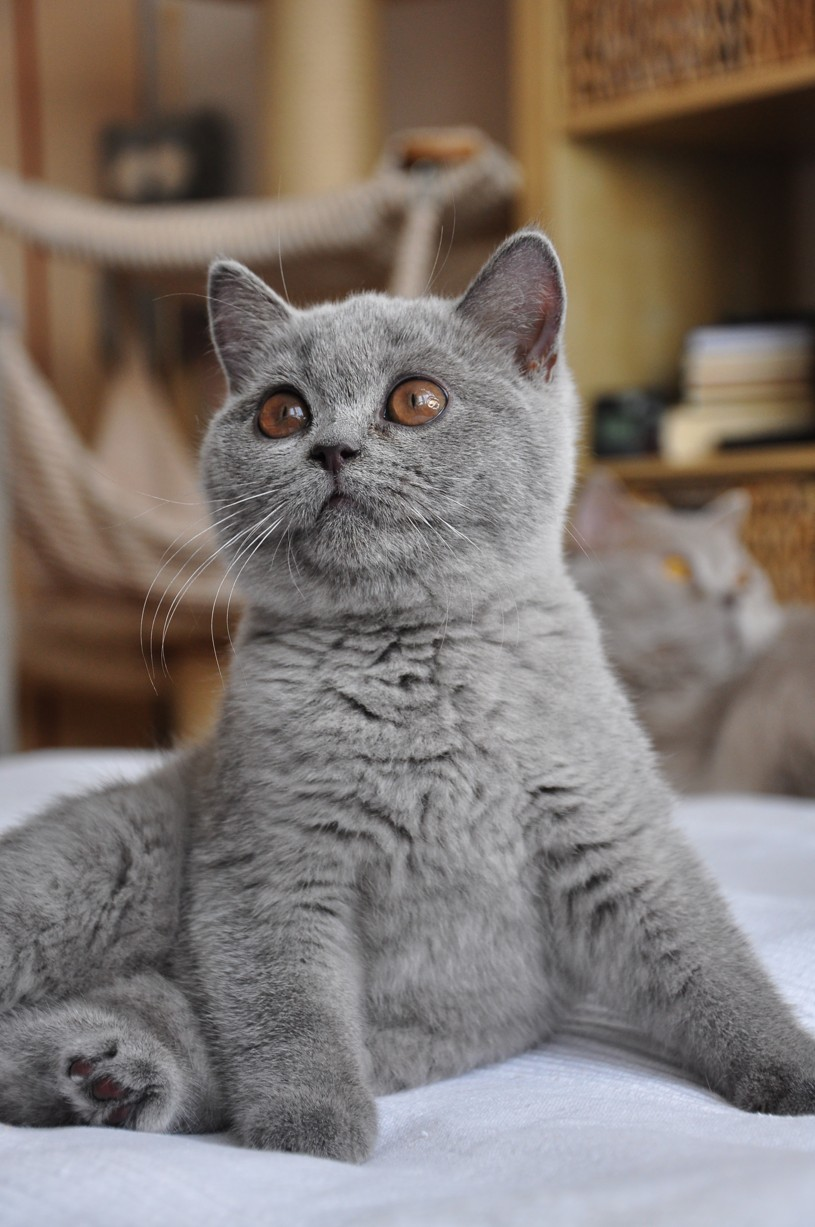
Camaya Kimro, britské modré kotě
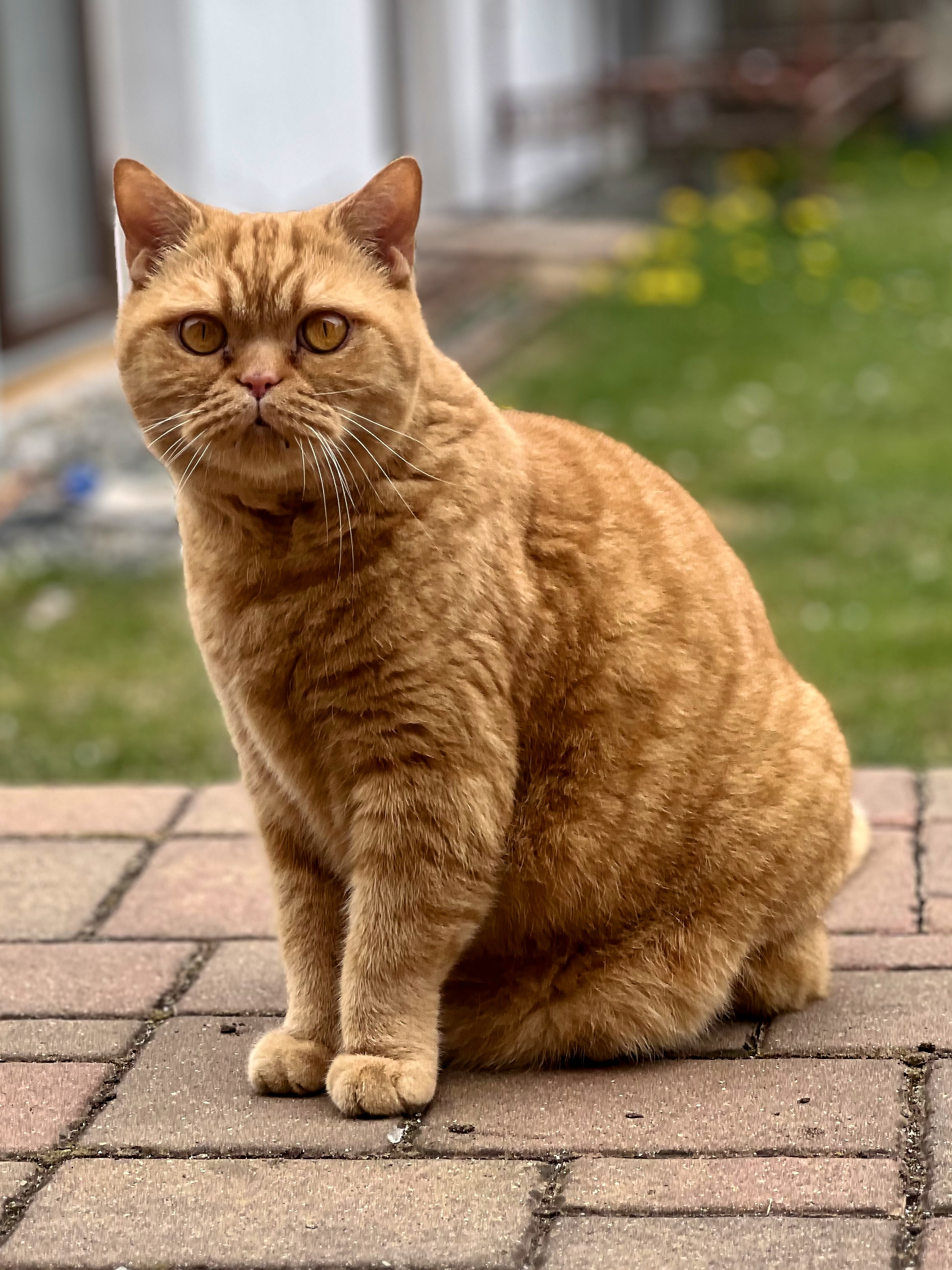
Britský krátkosrstý kocour, barva červená tečkovaná